# Рододендрон розоватый
Рододе́ндрон розоватый (лат. Rhododéndron roseum) — листопадный кустарник, вид рода Рододендрон (Rhododendron), семейства Вересковые (Ericaceae).
По данным Germplasm Resources Information Network (GRIN) Rhododendron roseum Rehder является синонимом Rhododendron canescens (Michx.) Sweet.
Некоторые авторы считают Rhododendron roseum синонимом Rhododendron prinophyllum.
Используется в качестве декоративного садового растения.

## Распространение и экология
Северная Америка (Нью-Гэмпшир, Вирджиния, Иллинойс, Миссури), Канада (Квебек). Растет во влажных или сухих горных лесах, на щелочных почвах.

## Ботаническое описание
Листопадный прямостоячий кустарник высотой от 1,5 до 3 м. На родине иногда достигает высоты 3—5 м. Крона компактная. Молодые побеги опушённые. Годичный прирост 5—8 см. Кора тёмно-серая. Зимние почки с сероватым опушением.
Листья продолговатые, от эллиптических до обратнояйцевидных, длиной 3—7 см, сверху сизовато-зелёные, покрыты редкими волосками, снизу серые, густо опушённые.
В соцветиях по 5—9 цветков.
Цветки ярко-розовые, ароматные, до 4 см в диаметре, раскрываются одновременно с листьями. Венчик широковоронковидный, до 4 см в диаметре. Цветоножки покрыты мягкими железистыми волосками. Тычинки в два раза длиннее трубки венчика. Столбик ещё длиннее, в верхней части пурпурно-красный. Завязь щетинисто-волосистая и железисто-волосистая.
Обильно цветёт в мае.
Плоды — коробочки, созревают в сентябре — октябре.

## В культуре
В культуре с 1812 года.
Живёт более 30 лет. Светолюбив. Хорошо растет на солнце. Почвы предпочитает слабокислые (pH от 6,5 и выше), рыхлые, влажные. Вполне зимостоек в умеренной зоне России. Рекомендуется посадка группами на газоне или одиночно на каменистых участках. Недостатком можно считать небольшой размер цветка и не очень продолжительное (около 2 недель) цветение.
В ГБС с 1964 года. Высота 0,5 м, диаметр кроны 60 см. Ежегодный прирост 2,5 см (максимальный — 10 см). Цветёт с 5 лет, ежегодно, почти обильно, с 5.VI ± 3 до 26.VI ± 7 в течение 22, редко 25 дней. Плодоносит с 5 лет, регулярно, плоды созревают в сентябре. Полностью зимостоек. Всхожесть семян 75 %. Семена хранят в бумажных пакетах или плотно закупоренных стеклянных сосудах в сухом неотапливаемом помещении. Всхожесть сохраняется 4 года. В стратификации не нуждаются. Семена высевают в декабре — феврале в тепличных условиях при 18—20 °С без заделки в почву.
Укореняется 47 % летних черенков при обработке стимуляторами корнеобразования.
В условиях Нижегородской области зимостоек. В суровые зимы подмерзают концы однолетних побегов. Семена вызревают.